# Hans Paasche
Hans Paasche (Rostock, 3 april 1881 - landgoed Waldfrieden, Neumark (tegenwoordig Polen), 21 mei 1920) was een Duitse marineofficier, schrijver van reisverhalen, essayist en woordvoerder van de burgerlijke Lebensreformbeweging uit het begin van de 20e eeuw.

## Leven
Hans Paasche werd geboren in een conservatief bourgeoisgezin; zijn vader was Hermann Paasche, econoom en vicepresident van de Rijksdag en lid van de nationale liberale partij. Paasche was leerling aan het Berlijnse Joachimstal-gymnasium.
Begin 1900 koos hij voor een loopbaan als marineofficier in actieve dienst, omdat hij de wereld wilde leren kennen. Hij ging met het koloniale leger naar het Duits Oost-Afrika en bestreed daar de Maji-Maji-opstand. Er ontstonden conflicten met zijn meerderen, omdat hij probeerde om de verliezen aan beide kanten zo klein mogelijk te houden. Dat betekende voor zijn carrièrebewuste kameraden dat er minder berichten over overwinningen naar het thuisfront konden worden gestuurd en minder onderscheidingen werden uitgedeeld. Hij oefende kritiek uit op de brute koloniale politiek van het Duitse rijk en eiste een menselijke behandeling voor de inheemse bevolking. Hij had Kisuaheli geleerd om een beter contact met de inlanders te kunnen hebben. Ten gevolge van malaria moest hij zijn dienst in Afrika beëindigen. In 1909 huwde hij met Ellen Witting, een nicht van de journalist Maximilian Harden. De huwelijksreis voerde beiden naar Oost-Afrika en naar de bronnen van de Witte Nijl; Ellen Paasche was de eerste Europese vrouw die daar kwam. Van 1909 – 1910 woonde het echtpaar aan het Victoriameer. Samen schreven zo over die reis het boek Huwelijksreis naar de bronnen van de Nijl, wat nooit werd uitgegeven en het manuscript is spoorloos verdwenen.
Vanaf 1912 was Hans Paasche mede-uitgever van het halfmaandelijkse tijdschrift Der Vortrupp (Voorhoede). Daarin publiceerde hij in 1912 – 1913, naar het voorbeeld van de Perzische brieven van Montesquieu, het fictieve, cultuurkritische reisverslag Die Forschungsreise des Afrikaners Lukanga Mukara ins innerste Deutschland (De ontdekkingsreis van de Afrikaan Lukanga Mukara naar de binnenlanden van Duitsland). De brieven werden snel populair; in 1921, pas na zijn dood verschenen, werd het een bestseller. Aanleiding en naamgever van het reisverslag was Lukanga Mukara, een jonge Afrikaan, die Paasche en zijn vrouw aan het Victoriameer hadden leren kennen. Lukanga was als jongeman van het overbevolkte eiland Ukara naar het nabijgelegen eiland naar Ukerewe getrokken en had daar op de katholieke missiepost onderwijs gekregen, voordat hij in dienst trad van het hof in Kitara. Paasche laat zijn kritiek over maatschappij, milieuvervuiling en kolonialisme uitspreken door de buitenlandse reiziger, in zijn eigen onverbloemde taal.
In voordrachten probeerde Hans Paasche begrip te wekken voor Afrika en zijn bewoners. Hij beijverde zich voor het pacifisme, voor het vrouwenstemrecht, voor de dierenbescherming en hij steunde de vegetarische beweging. In 1913 was Hans Paasche een van de woordvoerders bij de eerste vrije Duitse jeugddag, een bijeenkomst van de jeugdbeweging op de Hohe Meißner in Noord-Hessen.
Desondanks meldde hij zich vrijwillig voor de Eerste Wereldoorlog. Zijn rang als eerste officier weerhield hem niet om te protesteren tegen het alcoholgebruik in leger en marine en om vriendschap te onderhouden met ondergeschikten. Zijn inzicht dat het Duitse Rijk zich op geen enkele manier in een verdedigingsoorlog tegen agressieve vijanden bevond, voerde hem in toenemende mate tot oppositie tegen de legerleiding en bovendien hij maakte geen geheim van zijn pacifistische instelling. Dat leidde in 1916 tot oneervol ontslag uit de militaire dienst. Inmiddels was hij vader van vier kinderen en trok zich terug op zijn landgoed Waldfrieden, waar hij verder schreef tegen de oorlog, binnen het kader van de censuur. Op 14 juli vierde hij samen met de Franse krijgsgevangenen de herinnering aan de revolutie en hees de Franse vlag. Hij werd verlinkt en in het najaar van 1917 in hechtenis genomen. Voor de onderzoeksrechter legde hij een verklaring af, die hij later publiceerde onder de titel: Mijn medeplichtigheid aan de wereldoorlog. Om de dreigende aanklacht wegens hoogverraad en veroordeling tot de doodstraf te verhinderen, liet zijn vader hem opnemen in een zenuwkliniek. Daar werd hij op 9 november 1918 bevrijd door revolutionaire matrozen, die hem rechtstreeks naar de Rijksdag brachten, waar hij gekozen werd als lid van de uitvoerende raad van de abeiders- en soldatenraden aan de zijde van de Onafhankelijke Sociaaldemocratische Partij van Duitsland. Als lid van de uitvoerende raad van Berlijn eiste hij naast radicaaldemocratische, socialistische veranderingen, de sloop van de Zegeboulevard en tevens van de zegezuilen. De dood van zijn echtgenote aan de Spaanse griep dwong hem om terug te keren naar zijn landgoed, waar hij de zorg voor zijn kinderen op zich nam en verder schreef aan zijn politieke geschriften:
"Jouw veldgrijze, dierlijke gehoorzaamheid heeft de ellende, treurnis en machteloosheid van jouw tijd voortgebracht. En je spreekt over Duitse belangen, nog voor je ooit de wanhoopstranen hebt meegehuild, die de hele mensheid moet vergieten bij de aanblik van de streken waarin wij het Siegfried- of Hindenburgspel hebben gespeeld. De wereld staat pas open voor jou, als je mens bent geworden."
Op 21 mei 1920 werd hij door rechtse regeringsgetrouwe troepen van het Freikorps tijdens het vissen op zijn eigen landgoed, voor de ogen van zijn kinderen "op de vlucht neergeschoten". Hij was gekleed in een zwembroek en jasje en had sandalen aan. Kurt Tucholsky schreef over hem:
"Weer een. Een vermoeide man
Die vermoeid over de Duitsers peinsde
De Pruisische geest – die hij kende uit leger en koloniën
Uit de grootse tijd – hij hield daar niet meer van
Hij haatte dat helse leger. Hij hield van mensen
Hij haatte sergeanten….
Een dode man. Een stille. Een reine.
Weer een, weer een."

## Paasche als maatschappijcriticus
De belevenissen tijdens de reis in Afrika hadden een blijvende invloed op hem. Ze zorgden ervoor dat hij vastberaden criticus van het Westerse vooruitgangsgeloof werd. Paasche draaide in zijn boek over Lukanga Mukara de arrogantie van het Europese denken bij het beoordelen van vreemde culturen gewoon om en verduidelijkte daarmee de absoluut geldende waardebepaling van een zuiver op kwantiteit gerichte industriële maatschappij. Deze manier van kritiek was nieuw en maakte hem in een klap bekend.

## Werk
- 1907 Im Morgenlicht. Kriegs-, Jagd- und Reise-Erlebnisse in Ostafrika
- 1912/1913 Die Forschungsreise des Afrikaners Lukanga Mukara ins innerste Deutschland. Donat Verlag, Bremen 1996. Naar de 7e editie van 1927 met een nawoord door Iring Fetscher. ISBN 3-922708-46-3. Ook: Der Grüne Zweig 46, Werner Pieper, Löhrbach 1998. ISBN 978-3-922708-46-9
- 1912-1914 Der Vortrupp - Halbmonatsschrift für das Deutschtum unserer Zeit
- 1914 Fremdenlegionär Kirsch - Eine abenteuerliche Fahrt von Kamerun in die deutschen Schützengräben in den Kriegsjahren 1914/15
- 1992 Ändert Euren Sinn. Geschriften van een Revolutionair Posthume Geschriften ISBN 3-924444-49-8
- 2009 Bericht einer Reise von Hans Paasche nach Ostafrika 1906, in: Ulrich van der Heyden (Hg.): Kolonialer Alltag in Deutsch-Ostafrika in Dokumenten, ISBN 978-3-89626-844-0